# Konin
Konin járási jogú város Lengyelországban az ország középső részén a Konini völgyben a Warta folyó partján, a Nagy-lengyelországi vajdaság keleti részén. A konini járás központja. Lengyelország 1975-1988-as adminisztrációs felosztása szerint a konini vajdaság központja volt. A lengyel Statisztikai Hivatal (GUS) adatai szerint lakosainak száma 2009-ben 79 622 volt.
Konin a konini barnaszén-medence legnagyobb ipari központja. A város közelében található barnaszénvagyon kiaknázására felépült a Pątnów-Adamów-Konin hőerőmű csoport, mely Lengyelország elektromos energiatermelésének 8,5%-át adja.
A 4 erőműből 3 Konin területén fekszik. A városban működik az egyetlen lengyel alumíniumkohó is, mely a közelben termelt elektromos energia jelentős hányadát fel is használja.
A város folyami kikötője vízi összeköttetést biztosít a Balti-tengerrel.